# Манданда, Стив
Стив Манданда́ Мпиди (фр. Steve Mandanda Mpidi, французское произношение: [stɛv mɑ̃dɑ̃da]; 28 марта 1985, Киншаса, Заир) — французский футболист, вратарь французского клуба «Ренн» и сборной Франции. Чемпион мира 2018 года, серебряный призёр чемпионата мира 2022 года и чемпионата Европы 2016 года.
Также играл за французские «Гавр», «Олимпик Марсель» и английский «Кристал Пэлас». Чемпион Франции 2010 года, трёхкратный обладатель Кубка французской лиги и Суперкубка Франции. Пять раз признавался лучшим вратарём чемпионата Франции.
Участник чемпионата мира 2010 года и чемпионатов Европы 2008 и 2012 годов.
Ранее выступал за молодёжную сборную Франции, в её составе принимал участие в чемпионате Европы среди молодёжных команд 2006 года.

## Ранние годы
Стив Манданда является старшим из четырёх сыновей в семье. Вскоре после рождения Стива его отец уехал из Заира во Францию. После того как Манданда исполнилось два года, он вместе с матерью последовал за отцом. Первые два года семья жила в Эврё, затем переехала на один год в Невер, после чего вернулась обратно в Нормандию. Детство и юность Манданда провёл в районе Эврё под названием Маделен, где сделал свои первые футбольные шаги. Когда семья Манданда переехала в другой дом рядом с Колледжем Пабло Неруды, он стал увлекаться боксом, вдохновившись боями Мохаммеда Али и Майка Тайсона. Он занимался боксом два года, проведя за это время два победных боя. Во время одной из своих боксёрских тренировок Манданда попал на городской стадион, где тренировались местные футболисты. Услышав наставления Филиппа Леклерка, тренера вратарей, он решил бросить бокс и всерьёз заняться футболом, став вратарём. Эта позиция была ему знакома, так как у себя во дворе он всегда стоял на воротах. Записавшись в футбольную секцию, Манданда не пропускал ни одной тренировки и даже всегда посещал дополнительные занятия по понедельникам, на которые иногда приходило только двое — трое человек.

## Клубная карьера

### «Гавр»
В 15 лет Манданда попал в систему футбольного клуба «Гавр». Изначально он выбрал клуб «Кан», но после одного из матчей попал в больницу с аппендицитом. После операции Манданда и его родителей нашёл скаут «Гавра», который уговорил вратаря сменить клуб. В «Гавре» Манданда сдружился с другими футболистами: Дидье Дигаром, Шарлем Н’Зогбия, Флораном Синама-Поньоль, Антони Ле Таллеком и особенно с Лассана Диарра, с которым они жили в одной комнате. Манданда четыре года выступал за различные молодёжные команды, после чего в сезоне 2004/05 был переведён в основной состав команды, выступавшей в Лиге 2. В «Гавре» Манданда, подписавший контракт на пять лет, получил 16-й номер. В первом сезоне он не сыграл ни одной минуты, появляясь лишь на скамейке запасных. Во втором сезоне 20-летний футболист стал основным вратарём команды. Его профессиональный дебют состоялся 26 августа 2005 года в домашнем матче 6-го тура против «Валансьена» (3:0). Отыграв в том сезоне 30 матчей и пропустив 28 мячей, Стив не смог помочь своему клубу, занявшему лишь седьмое место, подняться в элитный дивизион. 24 марта 2006 года в матче 31-го тура против «Лорьяна» уже на 20-й минуте матча он получил свою первую красную карточку в карьере.
В следующем сезоне он провёл 37 матчей и пропустил 38 мячей, при этом «Гавр» занял шестое место и вновь не смог подняться в высший дивизион. После этого сезона Манданда получил награду лучшего молодого игрока года во Франции, им заинтересовалось руководство «Астон Виллы», «Пари Сен-Жермен» и «Олимпика» из Марселя. Манданда даже съездил на просмотр в Англию, но там ему отказали. После этого спортивный директор «Олимпика» Жозе Аниго, по совету Самира Насри, договорился с руководством «Гавра», и Манданда был отдан в марсельский клуб в годичную аренду с последующим правом выкупа.

### «Олимпик Марсель»
В Марсель Стив Манданда приехал 23 июля 2007 года и уже на следующий день приступил к тренировкам с командой. Он получил 30-й номер и изначально планировался как второй вратарь после Седрика Каррассо. Однако в августе 2008 года, когда Каррассо получил тяжёлую травму ахилла и выбыл на долгий срок, тренеру команды Альберу Эмону пришлось доверить место в воротах молодому голкиперу. Его дебют состоялся в гостевом мачте пятого тура против клуба «Кан», который «Олимпик» выиграл со счётом 2:1. В том сезоне Манданда отыграл 34 матча в чемпионате и пропустил 41 гол, что помогло его команде занять третье место и квалифицироваться в Лиге чемпионов. По итогам первого сезона в высшей лиге он был назван лучшим вратарём чемпионата Франции и лучшим игроком «Олимпика». В том же сезоне Манданда впервые сыграл в еврокубках — в домашнем матче Лиги чемпионов с «Бешикташем» (2:0). В следующем еврокубковом матче «Олимпик» неожиданно обыграл «Ливерпуль» на «Энфилде» со счётом 1:0. Впоследствии клуб играл не очень удачно и занял в своей группе третье место, которое позволило Манданда и его команде попасть в Кубок УЕФА. В 1/16 финала марсельцы выбили московский «Спартак» (3:0 дома и 0:2 в гостях). В 1/8 «Олимпик» попал на будущего обладателя Кубка — «Зенит». Первый матч у себя дома был выигран со счётом 3:1, причём гол марсельцы пропустили лишь на 82-й минуте. После матча Манданда прокомментировал этот гол:
Очень обидно, что мы пропустили в концовке. Эта потеря концентрации может нам дорого обойтись, однако важно не забывать, что мы выиграли. Все знают, как хорошо мы играем на данный момент, поэтому неудивительно, что мы доминировали в этой игре.
Во втором матче «Олимпик» пропустил два безответных мяча и вылетел из Кубка УЕФА. После окончания сезона «Олимпик» незамедлительно воспользовался правом выкупа и купил Манданда за 2,5 миллиона евро. Стив подписал контракт сроком на четыре года. Именно из-за этого команду был вынужден покинуть бывший первый номер команды Седрик Каррассо.

Этот молодой парень наименее подвержен напряжению. Он играет так, как будто стоит на воротах уже 25 лет— Эрик Геретс

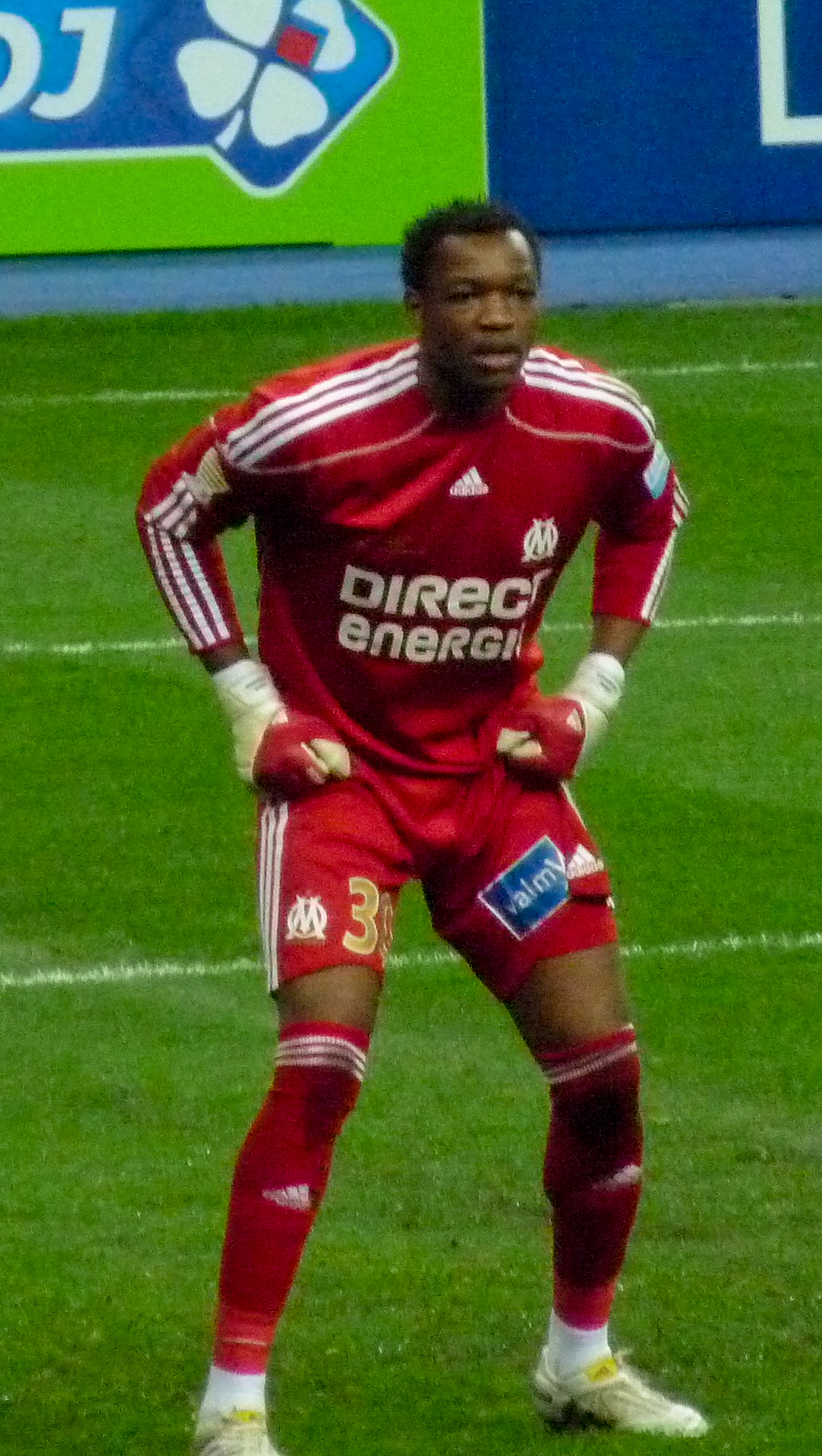
Стив Манданда 27 марта 2010 года в финале Кубка французской лиги против «Бордо» (3:1)

В следующем сезоне он сохранил за собой статус основного голкипера команды. В чемпионате Манданда отыграл все 38 матчей, в которых пропустил 35 голов, а команда стала серебряным призёром, отстав от «Бордо» на три очка. Сам Манданда был назван лучшим игроком августа в чемпионате. В Лиге чемпионов «Олимпик» вновь занял в группе третье место и вышел в Кубок УЕФА. Пройдя «Твенте» и «Аякс», марсельцы, как и год назад, попали на будущего обладателя Кубка донецкий «Шахтёр» и проиграли с общим счётом 1:4. Манданда вновь попал в список претендентов на звание лучше вратаря чемпионата, но уступил его Уго Льорису. После этого сезона Манданда интересовались «Милан» и «Бавария», однако он предпочёл продлить контракт с «Олимпиком» до 2014 года.
В сезоне 2009/10, ставшем для Стива Манданда третьим в команде, он выиграл свои первые трофеи. 27 марта 2010 года «Олимпик» в финале Кубка французской лиги обыграл «Бордо» 3:1. Этот трофей стал первым в карьере Манданда и первым для «Олимпика» за последние 17 лет. 5 мая 2010 года, в матче 36-го тура, победив у себя на «Велодроме» со счётом 3:1 «Ренн», марсельцы досрочно стали чемпионами страны впервые за 18 лет. Всего в победном чемпионате Манданда отыграл 36 матчей, в которых пропустил 32 гола. В том же сезоне он получил свою первую красную карточку в составе «Олимпика» — 8 мая 2010 года в матче 37-го тура с «Лиллем». В Лиге чемпионов марсельцы вновь заняли третье место в группе и попали в Лигу Европы. Пройдя в 1/16 финала «Копенгаген» (3:1 на выезде и 3:1 дома), в следующей стадии марсельцы не смогли обойти «Бенфику» (1:1 на выезде и 1:2 дома). По окончании сезона Манданда вновь вошёл в четвёрку претендентов на звание лучшего голкипера чемпионата Франции, но как и год назад лучшим был назван Уго Льорис. В середине сезона Манданда интересовались английские клубы «Тоттенхэм Хотспур» и «Манчестер Юнайтед», однако предложений так и не последовало.

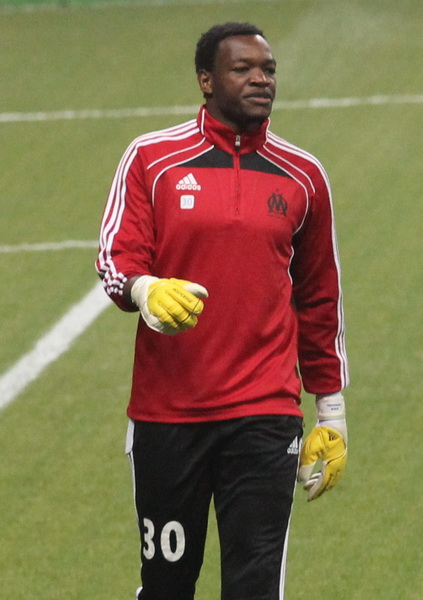
Стив Манданда (23 ноября 2010)

Перед началом сезона 2010/11 «Олимпик» покинул капитан команды Мамаду Ньянг, и Манданда был избран командой новым капитаном. В том чемпионате он сыграл во всех 38 матчах без замен, пропустив 39 голов; клуб занял второе место. В Лиге чемпионов 2010/11 «Олимпик» вышел в плей-офф, где проиграл будущим финалистам из «Манчестер Юнайтед» на стадии 1/8 финала (0:0 дома и 1:2 в гостях). Манданда по ходу турнира удалась серия в 527 минут без пропущенных голов, которая растянулась на семь матчей. Единственным трофеем для команды в сезоне стал Кубок французской лиги, в финале которого с минимальным счётом был обыгран «Монпелье». По окончании сезона Манданда, как и три года назад, был назван лучшим вратарём чемпионата и вошёл в символическую сборную. В конце сезона к нему проявляли интерес английские клубы, и он высказывался, что был бы не против попробовать свои силы в другой стране, но до конкретных предложений дело вновь не дошло.
Новый сезон Манданда начал с завоевания ещё одного трофея. 27 июля 2011 года «Олимпик» в матче за Суперкубок Франции обыграл «Лилль» со счётом 5:4. В сезоне 2011/12 у клуба выдалась непростая вторая часть чемпионата. Но, несмотря на десятое место в лиге, «Марсель» снова вышел в плей-офф Лиги чемпионов. В 1/8 финала «Олимпик» прошёл «Интернационале» благодаря голу на выезде, но Манданда был удалён в конце ответного матча на «Сан-Сиро». Из-за дисквалификации он пропустил первый матч четвертьфинала против мюнхенской «Баварии» и сыграл лишь ответный матч на «Альянц Арене», его клуб выбыл после поражений в обоих матчах с одинаковым счётом 2:0. В том сезоне клуб выиграл свой третий Кубок лиги подряд, победив «Олимпик Лион» в дополнительное время (1:0).
4 октября 2012 года Манданда вышел на игру Лиги Европы против «АЕЛ Лимасол» и провёл свой 57-й еврокубковый матч в футболке «Марселя», тем самым побив рекорд Тайе Тайво (56 игр). Клуб завершил сезон на втором месте. 9 мая 2013 года Стив Манданда был номинирован на титул лучшего вратаря года, наряду с Сальваторе Сиригу, Стефаном Руффье и Микаэлем Ландро, но его обошёл Сиригу из «Пари Сен-Жермен».
Сезон 2013/14 был для клуба сложным с учётом смены тренера по ходу сезона, команда выбыла из группового этапа Лиги чемпионов, не набрав ни одного очка в шести играх, и заняла шестое место в чемпионате. 17 мая 2014 года, в матче 38-го тура Лиги 1 против «Генгама», Манданда получил удар в шею в ходе столкновения с Мустафой Ятабаре. Потеряв сознание на несколько минут, он был немедленно доставлен в больницу Тимоне, где ему сделали рентген. На следующий день клуб объявил, у вратаря диагностирована трещина в шейном позвонке, поэтому ему пришлось пропустить предстоящий чемпионат мира.
Клуб хорошо начал сезон 2014/15 и к зимнему перерыву шёл на первом месте, но вторая половина сезона была более сложной, и «Олимпик» финишировал на четвёртом месте, отстав на два очка от бронзового призёра. Тем не менее, Манданда в третий раз в своей карьере получил титул лучшего вратаря года.
16 августа 2015 года Манданда сыграл свой 300-й матч в Лиге 1: «Марсель» проиграл на выезде «Реймсу». Месяц спустя он сыграл на стадионе «Велодром» в своём 400-м официальном матче в футболке «Олимпика», это случилось в восьмом туре чемпионата против «Анже». Несмотря на неудачный сезон для клуба (13-е место в чемпионате), лично Манданда провёл качественный сезон и в четвёртый раз в своей карьере и во второй раз подряд выиграл титул лучшего вратаря года. Спортивные журналисты заявляли, что Манданда перерос уровень «Олимпика», в 2016 году появилось много слухов о его будущем. Он также впервые в своей карьере сыграл в финале Кубка Франции, где «Марсель» уступил «Пари Сен-Жермен» со счётом 4:2, а Манданда объявил, что это, вероятно, его последний матч в форме «Олимпика». Он отказался продлевать контракт с «Марселем» и перешёл в английский «Кристал Пэлас» на правах свободного агента. Всего за французский клуб Манданда провёл 439 матчей и пропустил 472 гола, уступая по количеству матчей лишь Рожеру Скотти.

### «Кристал Пэлас»
1 июля 2016 года Манданда подписал трёхлетний контракт с «Кристал Пэлас» из Премьер-лиги. Он прошёл медицинский осмотр в Клерфонтене, переход состоялся во время Евро-2016, в котором участвовал Манданда. В новом клубе он столкнулся с конкуренцией со стороны валлийца Уэйна Хеннесси и опытного аргентинца Хулиана Сперони. В виду травмы Хеннесси Манданда дебютировал за клуб во втором раунде Кубка Лиги, его команда победила «Блэкпул» со счётом 2:0. Позже он провёл свой первый матч в Премьер-лиге против «Борнмута» в третьем туре, когда «Пэлас» получил своё первое очко в лиге. Несмотря на возвращение Хеннесси, тренер Алан Пардью заявил, что Манданда выйдет на следующий матч с «Мидлсбро». Однако в конце ноября он получил травму колена, которая потребовала хирургического вмешательства. Он покинул «Кристал Пэлас» в конце своего первого сезона в клубе, сыграв всего десять матчей за английский клуб, в чемпионате ни одного матча не сыграл на ноль.

### Возвращение в «Марсель»
11 июля 2017 года «Олимпик Марсель» объявил о переходе Манданда из «Кристал Пэлас» за 3 млн евро. Контракт 32-летнего вратаря был рассчитан на три года. Манданда сыграл свой первый матч после возвращения в третьем предварительном раунде Лиги Европы против «Остенде». В этом матче он пропустил два гола, но «Олимпик» выиграл со счётом 4:2. Во втором матче Манданда сыграл более убедительно, сохранив свои ворота в неприкосновенности. В четвёртом туре чемпионата, в матче против «Монако», он потерпел самое крупное поражение в футболке «Олимпика» со счётом 6:1.
15 октября 2017 года Манданда стал рекордсменом по количеству матчей в истории «Марселя», обогнав Рожера Скотти. Вторая часть сезона сложилась для вратаря «Марселя» менее удачно, 9 февраля 2018 года он получил травму в выездном матче 25-го тура против «Сент-Этьена», его заменил Йоанн Пеле. Манданда диагностировали разрыв подколенного сухожилия, необходимый период реабилитации составил две-три недели. 28 февраля он вернулся в матче четвертьфинала Кубка Франции против «Пари Сен-Жермен» (поражение 3:0). Но в конце марта 2018 года он получил новую травму в матче против «Дижона». Разрыв связки правого бедра требовал от четырёх до шести недель реабилитации, из-за этого он пропустил четвертьфинал Лиги Европы против «РБ Лейпциг». Он попал в заявку «Олимпика» на ответный полуфинальный матч Лиги Европы против «Ред Булл Зальцбург», но тренерский штаб посчитал, что он ещё недостаточно восстановился, поэтому на матч вышел Йоанн Пеле.
6 мая 2018 года Манданда вернулся в матче чемпионата против «Ниццы». В 37-м туре в матче с «Генгамом» (3:3) Манданда был удалён, дисциплинарный комитет впоследствии отменил красную карточку. По итогам сезона он в пятый раз в своей карьере был признан лучшим вратарём Лиги 1, что является рекордом чемпионата. Клуб занял четвёртое место и проиграл в финале Лиги Европы «Атлетико Мадрид» со счётом 3:0. Это был первый еврокубковый финал для Манданда.
Сезон 2018/19 для Манданда был неудачным как индивидуально, так и в команде. 22 декабря 2018 года Манданда сыграл свой 500-й матч за «Олимпик» — против «Анже» (1:1). «Марсель» не смог выйти в еврокубки, а из клуба ушёл тренер Руди Гарсия.
В августе 2019 года Манданда был снова назначен капитаном команды перед товарищеским матчем против «Наполи». 13 марта 2020 года матчи Лиги 1 были приостановлены из-за COVID-19 на неопределённый срок. 28 апреля было объявлено, что игры Лиги 1 и Лиги 2 не будут возобновлены, так как страна запретила все спортивные мероприятия до сентября. 30 апреля сезон 2019/20 был официально завершён, на тот момент «Марсель» занимал второе место.
25 августа 2020 года Манданда продлил контракт с марсельским клубом на три сезона — до июня 2024 года. В сентябре он сдал позитивный тест на коронавирус, из-за чего пропустил старт чемпионата. В январе Манданда пропустил один матч против «Нима» из-за мышечной травмы. В Лиге чемпионов «Олимпик» занял последнее место в группе и выбыл с турнира. Вследствие плохих результатов команды в зимний период сезона «Марсель» в итоге не смог подняться выше пятого места.
В сезоне 2021/22 он столкнулся с конкуренцией со стороны испанского вратаря Пау Лопеса, арендованного у «Ромы» с правом выкупа, в итоге он потерял своё место в основе «Марселя». Тренер Хорхе Сампаоли провёл смену вратарей, испанец выходил в основе в чемпионате и в Лиге Европы. 16 октября 2021 года Хорхе Сампаоли объяснил, что у Манданда «были очень напряженные полтора года, произошли очень сложные вещи, которые нужно принять». В итоге тренерский штаб решил дать ему перерыв, чтобы избежать ухудшения его формы. 28 апреля 2022 года он сыграл свой 100-й матч в еврокубках в футболке «Олимпика» против «Фейеноорда» (поражение 3:2). Он стал чаще выходить на поле в конце сезона и, в частности, стоял на воротах в последнем матче сезона против «Страсбурга» (победа 4:0). «Олимпик» занял второе место в лиге, выйдя в Лигу чемпионов. 6 июля 2022 года клуб объявил, что по взаимному согласию стороны расторгли контракт Манданда.

### «Ренн»

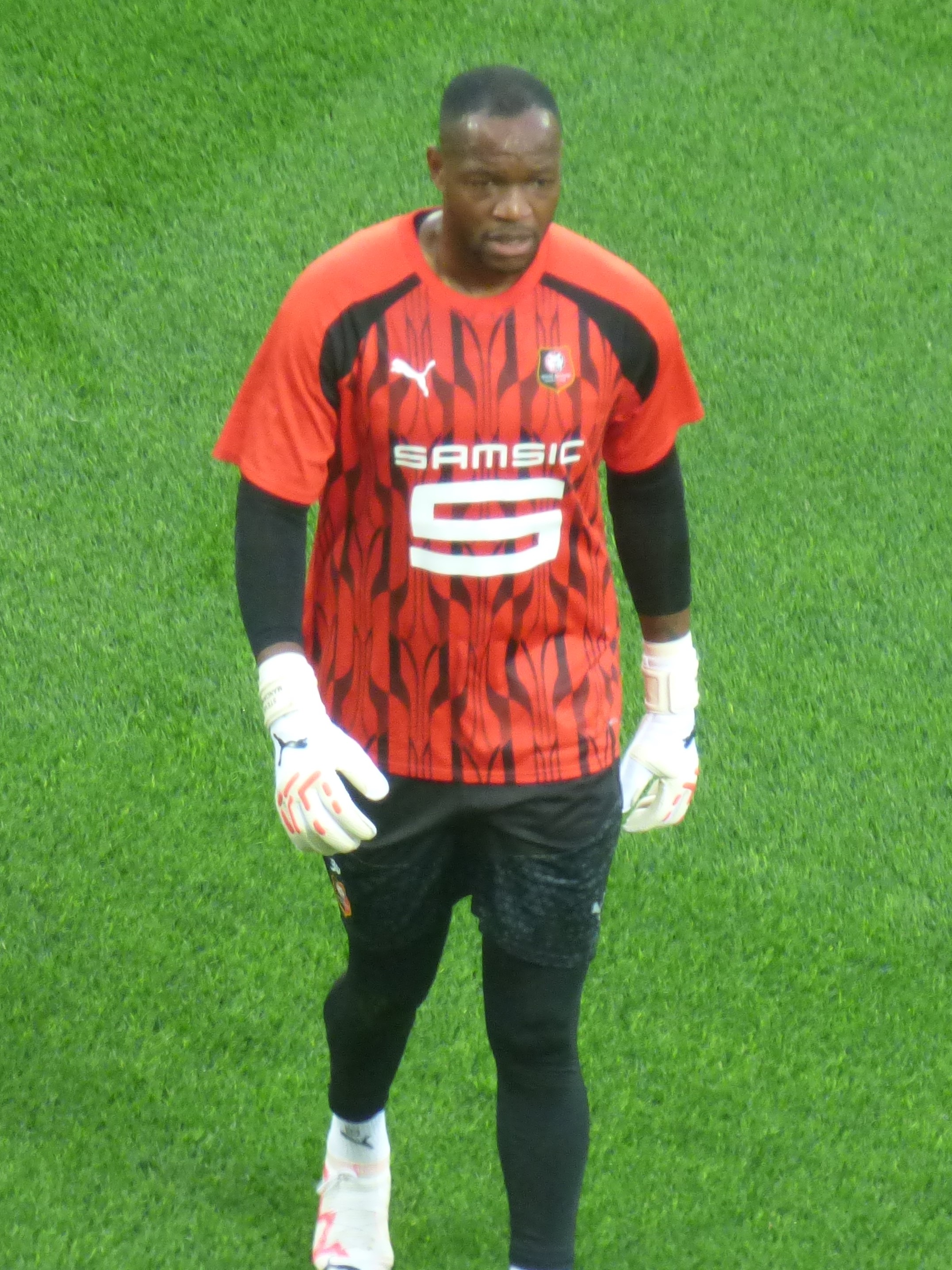
Манданда в матче с «Лансом» (20 августа 2023)

6 июля 2022 года «Ренн» объявил, что Манданда подписал с клубом двухлетний контракт. Манданда хорошо начал сезон. В матче Лиги 1 против «Осера» он отличился, отдав голевую передачу Флавьену Тэ. Благодаря своей игре он получил место в заявке на чемпионат мира 2022 года.
6 мая 2023 года матч против «Ниццы» стал для Манданда 500-м в Лиге 1. В ноябре 2023 года Брюно Женезьо на посту тренера заменил Жюльен Стефан. Он решил доверить капитанскую повязку Стиву Манданда, которую до него носил Бенжамен Бурижо.
8 января 2024 года Стив Манданда продлил свой контракт с «Ренном» до июня 2025 года.
30 ноября 2024 года Манданда отстроял без пропущенных мячей матч против «Сент-Этьена», «Ренн» победил с крупным счётом 5:0, этот матч стал 550-м для Стива в Лиге 1. 3 января 2025 года матч чемпионата против «Ниццы» (поражение со счётом 2:3) стал для него 100-м за «Ренн».

## В сборной

### Молодёжные сборные
Стив Манданда перед дебютом в национальной сборной Франции выступал за различные молодёжные сборные. 2 марта 2004 года он провёл свой первый и единственный матч за юношескую сборную против юношеской сборной Словакии, завершившийся победой французов со счётом 5:1. 17 ноября того же года он дебютировал в составе молодёжной сборной в матче с молодёжной сборной Нидерландов, завершившемся победой Франции со счётом 3:0. Всего в составе молодёжной сборной Манданда сыграл 17 матчей. В составе молодёжной сборной он принимал участие в победном Тулонском турнире 2005 года, на котором он был признан лучшим вратарём турнира и чемпионате Европы среди молодёжных команд 2006 года, на котором он являлся основным вратарём и дошёл до полуфинала. По итогам того турнира Манданда был включён в символическую сборную. В начале 2008 года он провёл два матча за вторую сборную: 5 февраля — против ДР Конго (0:0) и 25 марта — против Мали (победа 3:2).

### Основная сборная
Свой первый вызов в главную сборную Стив Манданда получил на товарищеский матч со сборной Испании, прошедший 6 февраля 2008 года.

Вызов Стива не стал сюрпризом для меня. Он заслужил это потому что играет на очень высоком уровне уже несколько месяцев. Всё происходит очень быстро для него — он пришёл из Лиги 2 и играет на высшем уровне всего 6 месяцев. Мы должны проследить за тем как он будет устранять свои недостатки, такие как коммуникация, которые очень распространены в его возрасте.— Эрик Геретс о первом вызове Стива в сборную
Дебют в сборной пришёлся на товарищеский матч со сборной Эквадора 27 мая 2008 года, Манданда вышел сразу после перерыва, заменив Себастьяна Фрея, и сумел сохранить свои ворота в неприкосновенности, тот матч завершился победой французской сборной со счётом 2:0. В том же году главный тренер сборной Франции Раймон Доменек включил Стива в состав сборной на чемпионат Европы. Весь турнир Манданда просидел на скамейке запасных, а сборная Франции, заняв последнее место, вылетела уже после группового этапа.
20 августа 2008 года матч против сборной Швеции завершился победой французов со счётом 3:2 и, несмотря на два пропущенных гола, Манданда заслужил много положительных отзывов в прессе.

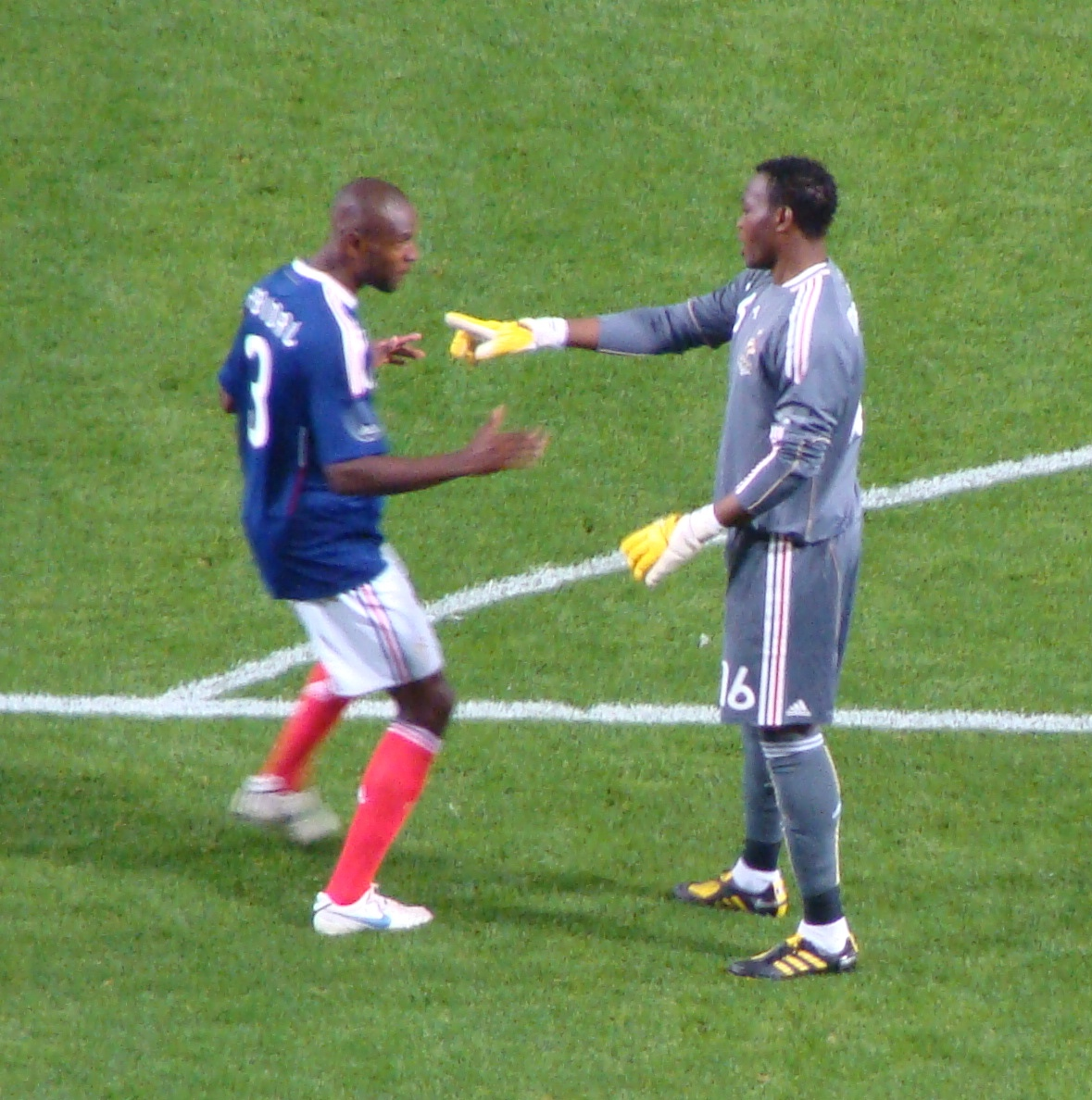
Манданда и Эрик Абидаль (26 мая 2010)

После чемпионата Европы Манданда был основным голкипером сборной в отборочном турнире к чемпионату мира 2010 года. Отыграв в семи матчах, помог сборной пробиться в финальную часть чемпионата мира, однако на самом турнире в основе играл Уго Льорис. В 2010 году Манданда сыграл за сборную лишь однажды. Это произошло 26 мая в товарищеском матче со сборной Коста-Рики, который завершился победой французов со счётом 2:1.
Новый главный тренер сборной Франции Лоран Блан постоянно вызывал Манданда в сборную, но он часто оставался в запасе. Лишь 6 июня 2011 года Манданда вновь вышел защищать ворота национальной сборной в товарищеском матче со сборной Украины, причём на поле он появился с капитанской повязкой, этот матч завершился победой французов со счётом 4:1.
17 мая 2014 года Манданда получил тяжёлую травму шеи в последнем туре матча чемпионата Франции против «Генгама», в результате чего пропустил чемпионат мира в Бразилии. В октябре 2014 года он сыграл два матча: против Португалии (победа 2:1) и Армении (победа 0:3). В частности, в матче против португальцев отличился зрелищным сейвом после удара головой Криштиану Роналду, но пропустил гол с пенальти. В ноябре 2014 года Дидье Дешам решил выставить его в стартовом составе матча против Швеции (победа 1:0), потому что игра должна была состояться на родном для Манданда стадионе «Велодром». Он сыграл в первом матче сборной 2016 года, когда Франция выиграла у Нидерландов со счётом 3:2.
Манданда вошёл в список из 23 игроков, отобранных Дидье Дешамом для участия в Евро-2016. Франция дошла до финала турнира, где проиграла Португалии с минимальным счётом в дополнительное время. Манданда не провёл ни одного матча на Евро. 6 сентября 2016 года он сыграл в официальном матче отборочного турнира к ЧМ-2018 против сборной Беларуси, до этого он играл в турнирной встрече в 2009 году.
17 мая 2018 года Манданда попал в заявку на ЧМ-2018. Он сыграл в подготовительном товарищеском матче против Ирландии. и провёл одну игру на турнире — третий матч группового этапа против Дании (0:0). Сборная Франции стала чемпионом мира, победив в финале Хорватию со счётом 4:2.
В начале сентября 2020 года он второй раз переболел коронавирусом, из-за чего не попал в заявку на матчи Лиге Наций со Швецией и Хорватией. 30 сентября 2021 года Дидье Дешам объявил заявку на полуфинал Лиги Наций с Бельгией и гипотетический финал; Манданда не попал в список, уступив место вратарю «Бордо» Бенуа Костилю. 23 сентября 2022 года он был вызван на матч Лиги наций против Дании из-за травмы Уго Льориса в ходе подготовки, но на матч так и не вышел.
9 ноября 2022 года был включён в официальную заявку сборной Франции для участия в матчах чемпионата мира 2022 года в Катаре. 30 ноября он провёл свой единственный матч на турнире против Туниса (поражение 0:1) и в возрасте 37 лет и 247 дней стал самым возрастным игроком в истории сборной Франции. Его команда дошла до финала, где в серии пенальти уступила Аргентине.
14 января 2023 года Манданда объявил о завершении карьеры в сборной.

## Стиль игры

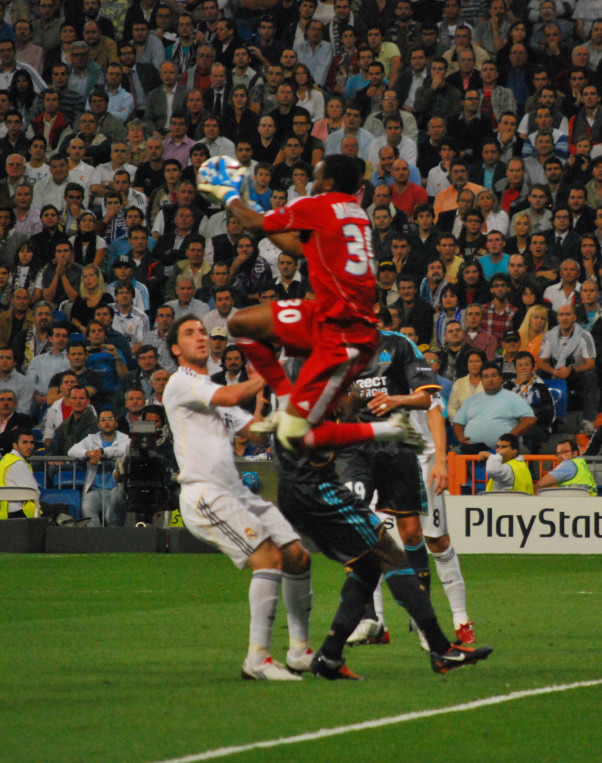
Манданда играет на выходе в матче против мадридского «Реала» (30 сентября 2009)

Манданда обладает лидерскими качествами, благодаря чему долгое время был капитаном «Марселя». Хорошо играет ногами, при этом часто ошибается на выходах. Занятия боксом помогают Стиву отбивать многие сильные удары. С точки зрения психологии, игрок всегда сохраняет хладнокровие. Его часто сравнивают с Бернаром Лама.

Здорово наблюдать, то что я вдохновил парня, я благодарен ему. За его великим путём стоит наблюдать, с каждым днём он становится всё лучше и лучше, я слежу за ним уже 3 или 4 года. Поль Ле Гуэн первым рассказал мне о нём, сказав что его стиль очень похож на мой. Это правда что у него есть свои хорошие качества. Он обладает всем что нужно современному голкиперу: надёжными руками, трезвой головой, рефлексом, бодростью и сильным ударом…— Бернар Лама

## Личная жизнь
Все три младших брата Стива также являются футбольными вратарями. Парфе, воспитанник «Бордо», защищал ворота молодёжной сборной Франции, но на взрослом уровне принял решение играть за сборную ДР Конго. Риффи играл за юношескую сборную Франции. Эвер выступает за «Бордо».
Стив Манданда познакомился со своей будущей женой Сандрой, когда переехал в Марсель. 14 марта 2009 года у пары родился сын Саша.
Во время предвыборной кампании президентских выборов во Франции 2017 года он выразил поддержку Эмманюэлю Макрону.
Своими кумирами Манданда считает двух бывших вратарей сборной Франции: Бернара Лама и Фабьена Бартеза.

## Достижения

### Командные
«Олимпик Марсель»
- Чемпион Франции: 2010
- Обладатель Кубка французской лиги (3): 2010, 2011, 2012
- Обладатель Суперкубка Франции (2): 2010, 2011
- Финалист Лиги Европы УЕФА 2017/18

Сборная Франции
- Серебряный призёр чемпионата Европы: 2016
- Чемпион мира: 2018
- Серебряный призёр чемпионата мира: 2022

### Личные
- Лучший вратарь чемпионата Франции (5): 2008, 2011, 2015, 2016, 2018
- Лучший молодой игрок года во Франции: 2007
- Лучший игрок сезона в «Олимпик Марсель» (3): 2007/08, 2015/16, 2019/20
- Входит в символическую сборную чемпионата Франции (5): 2008, 2011, 2015, 2016, 2018
- Игрок месяца в чемпионате Франции (3): февраль 2008, август 2008, сентябрь 2017
- Входит в символическую сборную чемпионата Европы среди молодёжных команд: 2006
- Рекордсмен «Олимпика» по играм за команду: 598
- Входит в список 1000 лучших игроков чемпионата Франции по версии So Foot (72-е место): 2022[165]
- Кавалер ордена Почётного легиона: 2018[166]

## Клубная статистика
| Клуб             | Сезон            | Чемпионат | Чемпионат | Кубок | Кубок | Суперкубок | Суперкубок | Кубок Лиги | Кубок Лиги | Лига чемпионов УЕФА | Лига чемпионов УЕФА | Кубок УЕФА / Лига Европы УЕФА | Кубок УЕФА / Лига Европы УЕФА | Итого | Итого |
| Клуб             | Сезон            | Игры      | Голы      | Игры  | Голы  | Игры       | Голы       | Игры       | Голы       | Игры                | Голы                | Игры                          | Голы                          | Игры  | Голы  |
| ---------------- | ---------------- | --------- | --------- | ----- | ----- | ---------- | ---------- | ---------- | ---------- | ------------------- | ------------------- | ----------------------------- | ----------------------------- | ----- | ----- |
| Гавр             | 2004/05          | 0         | 0         | 0     | 0     | 0          | 0          | 0          | 0          | 0                   | 0                   | 0                             | 0                             | 0     | 0     |
| Гавр             | 2005/06          | 30        | -28       | 0     | 0     | 0          | 0          | 2          | -1         | 0                   | 0                   | 0                             | 0                             | 32    | -29   |
| Гавр             | 2006/07          | 37        | -38       | 0     | 0     | 0          | 0          | 1          | -2         | 0                   | 0                   | 0                             | 0                             | 38    | -40   |
| Гавр             | Итого            | 67        | -66       | 0     | 0     | 0          | 0          | 3          | -3         | 0                   | 0                   | 0                             | 0                             | 70    | -69   |
| Олимпик Марсель  | 2007/08          | 34        | -41       | 2     | -1    | 0          | 0          | 2          | -3         | 6                   | -9                  | 4                             | -5                            | 48    | -59   |
| Олимпик Марсель  | 2008/09          | 38        | -35       | 2     | -2    | 0          | 0          | 1          | -1         | 8                   | -8                  | 6                             | -8                            | 55    | -54   |
| Олимпик Марсель  | 2009/10          | 36        | -32       | 2     | -3    | 0          | 0          | 2          | -2         | 6                   | -10                 | 4                             | -5                            | 50    | -52   |
| Олимпик Марсель  | 2010/11          | 38        | -39       | 0     | 0     | 1          | -0         | 3          | -1         | 8                   | -5                  | 0                             | 0                             | 50    | -45   |
| Олимпик Марсель  | 2011/12          | 38        | -41       | 0     | 0     | 1          | -3         | 1          | -1         | 9                   | -7                  | 0                             | 0                             | 48    | -49   |
| Олимпик Марсель  | 2012/13          | 38        | -36       | 1     | -2    | 0          | 0          | 0          | 0          | 0                   | 0                   | 9                             | -10                           | 48    | -48   |
| Олимпик Марсель  | 2013/14          | 38        | -40       | 1     | -5    | 0          | 0          | 2          | -3         | 6                   | -14                 | 0                             | 0                             | 47    | -62   |
| Олимпик Марсель  | 2014/15          | 38        | -42       | 0     | 0     | 0          | 0          | 0          | 0          | 0                   | 0                   | 0                             | 0                             | 38    | -42   |
| Олимпик Марсель  | 2015/16          | 36        | -40       | 6     | -4    | 0          | 0          | 0          | 0          | 0                   | 0                   | 8                             | -9                            | 50    | -53   |
| Олимпик Марсель  | Итого            | 334       | -346      | 16    | -19   | 2          | -4         | 13         | -13        | 43                  | -53                 | 31                            | -37                           | 439   | -472  |
| Кристал Пэлас    | 2016/17          | 9         | -17       | 1     | -0    | 0          | 0          | 0          | 0          | 0                   | 0                   | 0                             | 0                             | 10    | -17   |
| Олимпик Марсель  | 2017/18          | 31        | -37       | 3     | -3    | 0          | 0          | 0          | 0          | 0                   | 0                   | 11                            | -11                           | 45    | -51   |
| Олимпик Марсель  | 2018/19          | 31        | -41       | 1     | -2    | 0          | 0          | 1          | -1         | 0                   | 0                   | 1                             | -3                            | 34    | -47   |
| Олимпик Марсель  | 2019/20          | 27        | -27       | 1     | -1    | 0          | 0          | 1          | -2         | 0                   | 0                   | 0                             | 0                             | 29    | -30   |
| Олимпик Марсель  | 2020/21          | 37        | -45       | 0     | 0     | 1          | -1         | 0          | 0          | 6                   | -13                 | 0                             | 0                             | 44    | -59   |
| Олимпик Марсель  | 2021/22          | 9         | -7        | 2     | -1    | 0          | 0          | 0          | 0          | 0                   | 0                   | 1                             | -0                            | 20    | -15   |
| Олимпик Марсель  | Итого            | 135       | -157      | 7     | -7    | 1          | -1         | 2          | -3         | 6                   | -13                 | 13                            | -14                           | 172   | -202  |
| Ренн             | 2022/23          | 34        | -31       | 1     | -1    | 0          | 0          | 0          | 0          | 0                   | 0                   | 7                             | -8                            | 42    | -40   |
| Ренн             | 2023/24          | 34        | -46       | 1     | -1    | 0          | 0          | 0          | 0          | 0                   | 0                   | 7                             | -10                           | 42    | -57   |
| Ренн             | 2024/25          | 16        | -23       | 0     | 0     | 0          | 0          | 0          | 0          | 0                   | 0                   | 0                             | 0                             | 16    | -23   |
| Всего за карьеру | Всего за карьеру | 629       | -685      | 26    | -28   | 3          | -5         | 18         | -19        | 49                  | -66                 | 58                            | -69                           | 783   | -862  |

По состоянию на 26 января 2024

## Международная статистика
| Матчи и пропущенные голы Стива Манданда за сборную Франции | Матчи и пропущенные голы Стива Манданда за сборную Франции | Матчи и пропущенные голы Стива Манданда за сборную Франции | Матчи и пропущенные голы Стива Манданда за сборную Франции | Матчи и пропущенные голы Стива Манданда за сборную Франции | Матчи и пропущенные голы Стива Манданда за сборную Франции | Матчи и пропущенные голы Стива Манданда за сборную Франции |
| №                                                          | Дата                                                       | Место проведения                                           | Оппонент                                                   | Счёт                                                       | Пропущенные голы                                           | Соревнование                                               |
| ---------------------------------------------------------- | ---------------------------------------------------------- | ---------------------------------------------------------- | ---------------------------------------------------------- | ---------------------------------------------------------- | ---------------------------------------------------------- | ---------------------------------------------------------- |
| 1                                                          | 27 мая 2008                                                | Гренобль                                                   | Эквадор                                                    | 2:0                                                        | 0                                                          | Товарищеский матч                                          |
| 2                                                          | 20 августа 2008                                            | Гётеборг                                                   | Швеция                                                     | 3:2                                                        | 2                                                          | Товарищеский матч                                          |
| 3                                                          | 6 сентября 2008                                            | Вена                                                       | Австрия                                                    | 1:3                                                        | 3                                                          | Отборочный матч к ЧМ 2010                                  |
| 4                                                          | 10 сентября 2008                                           | Сен-Дени                                                   | Сербия                                                     | 2:1                                                        | 1                                                          | Отборочный матч к ЧМ 2010                                  |
| 5                                                          | 11 октября 2008                                            | Констанца                                                  | Румыния                                                    | 2:2                                                        | 2                                                          | Отборочный матч к ЧМ 2010                                  |
| 6                                                          | 14 октября 2008                                            | Сен-Дени                                                   | Тунис                                                      | 3:1                                                        | 1                                                          | Товарищеский матч                                          |
| 7                                                          | 11 февраля 2009                                            | Марсель                                                    | Аргентина                                                  | 0:2                                                        | 2                                                          | Товарищеский матч                                          |
| 8                                                          | 28 марта 2009                                              | Каунас                                                     | Литва                                                      | 1:0                                                        | 0                                                          | Отборочный матч к ЧМ 2010                                  |
| 9                                                          | 1 апреля 2009                                              | Сен-Дени                                                   | Литва                                                      | 1:0                                                        | 0                                                          | Отборочный матч к ЧМ 2010                                  |
| 10                                                         | 2 июня 2009                                                | Сент-Этьен                                                 | Нигерия                                                    | 0:1                                                        | 1                                                          | Товарищеский матч                                          |
| 11                                                         | 9 сентября 2009                                            | Белград                                                    | Сербия                                                     | 1:1                                                        | 1                                                          | Отборочный матч к ЧМ 2010                                  |
| 12                                                         | 10 октября 2009                                            | Генган                                                     | Фарерские острова                                          | 5:0                                                        | 0                                                          | Отборочный матч к ЧМ 2010                                  |
| 13                                                         | 26 мая 2010                                                | Ланс                                                       | Коста-Рика                                                 | 2:1                                                        | 1                                                          | Товарищеский матч                                          |
| 14                                                         | 6 июня 2011                                                | Донецк                                                     | Украина                                                    | 4:1                                                        | 1                                                          | Товарищеский матч                                          |
| 15                                                         | 27 мая 2012                                                | Валансьен                                                  | Исландия                                                   | 3:2                                                        | 2                                                          | Товарищеский матч                                          |
| 16                                                         | 5 июня 2013                                                | Монтевидео                                                 | Уругвай                                                    | 0:1                                                        | 1                                                          | Товарищеский матч                                          |
| 17                                                         | 11 октября 2014                                            | Париж                                                      | Португалия                                                 | 2:1                                                        | 1                                                          | Товарищеский матч                                          |
| 18                                                         | 14 октября 2014                                            | Ереван                                                     | Армения                                                    | 0:3                                                        | 0                                                          | Товарищеский матч                                          |
| 19                                                         | 18 ноября 2014                                             | Марсель                                                    | Швеция                                                     | 1:0                                                        | 0                                                          | Товарищеский матч                                          |
| 20                                                         | 26 марта 2015                                              | Париж                                                      | Бразилия                                                   | 1:3                                                        | 3                                                          | Товарищеский матч                                          |
| 21                                                         | 11 октября 2015                                            | Копенгаген                                                 | Дания                                                      | 2:1                                                        | 1                                                          | Товарищеский матч                                          |
| 22                                                         | 25 марта 2016                                              | Амстердам                                                  | Нидерланды                                                 | 3:2                                                        | 2                                                          | Товарищеский матч                                          |
| 23                                                         | 1 сентября 2016                                            | Бари                                                       | Италия                                                     | 3:1                                                        | 1                                                          | Товарищеский матч                                          |
| 24                                                         | 6 сентября 2016                                            | Борисов                                                    | Беларусь                                                   | 0:0                                                        | 0                                                          | Отборочный матч к ЧМ-2018                                  |
| 25                                                         | 10 ноября 2017                                             | Сен-Дени                                                   | Уэльса                                                     | 2:0                                                        | 0                                                          | Товарищеский матч                                          |
| 26                                                         | 14 ноября 2017                                             | Кёльн                                                      | Германия                                                   | 2:2                                                        | 2                                                          | Товарищеский матч                                          |
| 27                                                         | 28 мая 2018                                                | Сен-Дени                                                   | Ирландия                                                   | 2:0                                                        | 0                                                          | Товарищеский матч                                          |
| 28                                                         | 26 июня 2018                                               | Москва                                                     | Дания                                                      | 0:0                                                        | 0                                                          | ЧМ-2018 (группа С)                                         |
| 29                                                         | 11 октября 2019                                            | Рейкьявик                                                  | Исландия                                                   | 1:0                                                        | 0                                                          | Отборочный матч к Евро-2020                                |
| 30                                                         | 14 октября 2019                                            | Сен-Дени                                                   | Турция                                                     | 1:1                                                        | 1                                                          | Отборочный матч к Евро-2020                                |
| 31                                                         | 14 ноября 2019                                             | Сен-Дени                                                   | Молдова                                                    | 2:1                                                        | 1                                                          | Отборочный матч к Евро-2020                                |
| 32                                                         | 17 ноября 2019                                             | Тирана                                                     | Албания                                                    | 2:0                                                        | 0                                                          | Отборочный матч к Евро-2020                                |
| 33                                                         | 7 октября 2020                                             | Сен-Дени                                                   | Украины                                                    | 7:1                                                        | 0                                                          | Товарищеский матч                                          |
| 34                                                         | 11 ноября 2020                                             | Сен-Дени                                                   | Финляндия                                                  | 0:2                                                        | 2                                                          | Товарищеский матч                                          |
| 35                                                         | 30 ноября 2022                                             | Эр-Райян                                                   | Тунис                                                      | 0:1                                                        | 1                                                          | ЧМ-2022 (группа D)                                         |

Итого: 35 матчей / 33 пропущенных гола; 22 победы, 6 ничьих, 7 поражений.
| Сводная статистика матчей и пропущенных голов Стива Манданда за сборную Франции | Сводная статистика матчей и пропущенных голов Стива Манданда за сборную Франции | Сводная статистика матчей и пропущенных голов Стива Манданда за сборную Франции | Сводная статистика матчей и пропущенных голов Стива Манданда за сборную Франции | Сводная статистика матчей и пропущенных голов Стива Манданда за сборную Франции | Сводная статистика матчей и пропущенных голов Стива Манданда за сборную Франции | Сводная статистика матчей и пропущенных голов Стива Манданда за сборную Франции | Сводная статистика матчей и пропущенных голов Стива Манданда за сборную Франции | Сводная статистика матчей и пропущенных голов Стива Манданда за сборную Франции | Сводная статистика матчей и пропущенных голов Стива Манданда за сборную Франции |
| Сборная                                                                         | Год                                                                             | Отборочные матчи ЧМ / Евро                                                      | Отборочные матчи ЧМ / Евро                                                      | Финальная часть ЧМ                                                              | Финальная часть ЧМ                                                              | Товарищеские матчи                                                              | Товарищеские матчи                                                              | Итого                                                                           | Итого                                                                           |
| Сборная                                                                         | Год                                                                             | Игры                                                                            | Голы                                                                            | Игры                                                                            | Голы                                                                            | Игры                                                                            | Голы                                                                            | Игры                                                                            | Голы                                                                            |
| ------------------------------------------------------------------------------- | ------------------------------------------------------------------------------- | ------------------------------------------------------------------------------- | ------------------------------------------------------------------------------- | ------------------------------------------------------------------------------- | ------------------------------------------------------------------------------- | ------------------------------------------------------------------------------- | ------------------------------------------------------------------------------- | ------------------------------------------------------------------------------- | ------------------------------------------------------------------------------- |
| Франция                                                                         | 2008                                                                            | 3                                                                               | -6                                                                              | —                                                                               | —                                                                               | 3                                                                               | -3                                                                              | 6                                                                               | -9                                                                              |
| Франция                                                                         | 2009                                                                            | 4                                                                               | -1                                                                              | —                                                                               | —                                                                               | 2                                                                               | -3                                                                              | 6                                                                               | -4                                                                              |
| Франция                                                                         | 2010                                                                            | —                                                                               | —                                                                               | —                                                                               | —                                                                               | 1                                                                               | -1                                                                              | 1                                                                               | -1                                                                              |
| Франция                                                                         | 2011                                                                            | —                                                                               | —                                                                               | —                                                                               | —                                                                               | 1                                                                               | -1                                                                              | 1                                                                               | -1                                                                              |
| Франция                                                                         | 2012                                                                            | —                                                                               | —                                                                               | —                                                                               | —                                                                               | 1                                                                               | -2                                                                              | 1                                                                               | -2                                                                              |
| Франция                                                                         | 2013                                                                            | —                                                                               | —                                                                               | —                                                                               | —                                                                               | 1                                                                               | -1                                                                              | 1                                                                               | -1                                                                              |
| Франция                                                                         | 2014                                                                            | —                                                                               | —                                                                               | —                                                                               | —                                                                               | 3                                                                               | -1                                                                              | 3                                                                               | -1                                                                              |
| Франция                                                                         | 2015                                                                            | —                                                                               | —                                                                               | —                                                                               | —                                                                               | 2                                                                               | -4                                                                              | 2                                                                               | -4                                                                              |
| Франция                                                                         | 2016                                                                            | 1                                                                               | 0                                                                               | —                                                                               | —                                                                               | 2                                                                               | -3                                                                              | 3                                                                               | -3                                                                              |
| Франция                                                                         | 2017                                                                            | —                                                                               | —                                                                               | —                                                                               | —                                                                               | 2                                                                               | -2                                                                              | 2                                                                               | -2                                                                              |
| Франция                                                                         | 2018                                                                            | —                                                                               | —                                                                               | 1                                                                               | 0                                                                               | 1                                                                               | 0                                                                               | 2                                                                               | 0                                                                               |
| Франция                                                                         | 2019                                                                            | 4                                                                               | -2                                                                              | —                                                                               | —                                                                               | —                                                                               | —                                                                               | 4                                                                               | -2                                                                              |
| Франция                                                                         | 2020                                                                            | —                                                                               | —                                                                               | —                                                                               | —                                                                               | 2                                                                               | -2                                                                              | 2                                                                               | -2                                                                              |
| Франция                                                                         | 2021                                                                            | —                                                                               | —                                                                               | —                                                                               | —                                                                               | —                                                                               | —                                                                               | —                                                                               | —                                                                               |
| Франция                                                                         | 2022                                                                            | —                                                                               | —                                                                               | 1                                                                               | -1                                                                              | —                                                                               | —                                                                               | 1                                                                               | -1                                                                              |
| Франция                                                                         | Итого                                                                           | 12                                                                              | -9                                                                              | 2                                                                               | -1                                                                              | 21                                                                              | -23                                                                             | 35                                                                              | -33                                                                             |